# Scaphispatha
Scaphispatha Brongn. ex Schott – rodzaj roślin zielnych, należący do rodziny obrazkowatych, liczący 2 gatunki: Scaphispatha gracilis, endemiczny dla Boliwii oraz północnej i środkowej Brazylii, oraz Scaphispatha robusta, endemiczny dla północnej Brazylii. Nazwa naukowa rodzaju pochodzi od greckich słów σκάφης (skaphis – wanna, mały statek, łódź) i σπάθα (spatha – szabla, w bot. także pochwa kwiatostanu) i odnosi się do przypominającej kil, zbiegającej, dolnej części kwiatostanu.

## Morfologia
PokrójNiskie rośliny zielne o wysokości od 9 do 28 cm (S. gracilis) i od 29 do 82 cm (S. robusta).
ŁodygaPodziemne, kuliste lub lekko wklęsłe bulwy pędowe o wymiarach 2×3 cm (S. gracilis) lub 3×4 cm (S. robusta).
LiścieLiść zwykle pojedynczy, niekiedy 2-3. Ogonki liściowe długie, marmurkowane, tworzące krótką, niepozorną pochwę. Blaszki liściowe zawsze tarczowate, jajowate, strzałkowate do jajowato-oszczepowatych, matowo-zielone, srebrnawe na spodzie, o wymiarach od 9–20×6–22 cm (S. gracilis) do 14–33×11,5–27 cm (S. robusta). Użyłkowanie pierwszorzędowe tworzy zbiorczą żyłkę marginesową; dalsze siatkowate.
KwiatyRośliny jednopienne. Kwiatostan pojedynczy, typu kolbiastego pseudancjum, ukazuje się znacznie przed liśćmi lub razem z nimi. Szypułka dłuższa od ogonka liściowego (S. glacilis do 40 cm) lub krótsza (S. robusta do 25 cm). Pochwa kwiatostanu zbiegająca u podstawy, słabo lub umiarkowanie zwężona, w dolnej części niezupełnie zwinięta, z zewnątrz białawo-zielona lub jasnozielona, z wewnątrz biała, o długości od 3 do 6 cm (S. glacilis) lub od 5 do 7 cm (S. robusta). Kolba krótsza od pochwy, gęsto pokryta jednopłciowymi, płodnymi kwiatami na całej długości. Niekiedy kwiaty żeńskie oddzielone są od męskich 1-3 rzędami prątniczek. Kwiaty męskie 4-6-pręcikowe, synandryczne. Białawe pylniki pękają przez szczelinę I- lub T-kształtną. Ziarna pyłku pojedyncze. Kwiaty żeńskie z jajowatymi lub odwrotnie jajowatymi, zielonymi, 1-komorowymi zalążniami, zawierającymi od 3 do 7 anatropowych zalążków, połączonych z podstawą za pomocą krótkiej nitki. Szyjka słupka dobrze rozwinięta, znacznie węższa od zalążni. Znamię słupka główkowate, nieco szersze od wierzchołka szyjki.
OwoceNiemal kuliste do beczkowatych, białawe do jasnoszaro-lawendowych jagody o długości 4–6 mm i średnicy 3–6 mm. Owocnia nieco gąbczasta. Nasiona pojedyncze (rzadko dwa), jajowate, o wymiarach 3–4×4–5 mm. Łupina cienka i gładka, brązowa, z warstwą elajosomu. Bielmo obfite. Zarodek mały, prosty, zielonkawy.
Gatunki podobneGatunki z rodzaju kaladium, od których różni się szeroko otwieraną w czasie kwitnienia dolną częścią pochwy, szyjką słupka dużo węższą od zalążni, paskiem prątniczek między kwiatami obu płci oraz jednonasiennymi jagodami.

## Biologia i ekologia
RozwójByliny, geofity. Oba gatunki tworzą kwiaty i liście pod koniec października, na początku pory deszczowej. Kwitną i owocują w krótkim czasie, od 10 do 14 dni. W czasie pory suchej, od końca lutego, przechodzą bezlistny okres spoczynku.
Pierwszego dnia kwitnienia kwiatostany otwierają się w dolnej części, w okolicy kwiatów żeńskich, umożliwiając dostęp do słupków owadom zapylającym, które najprawdopodobniej wspinają się do kwiatów po szypułce (a nie lądują na pochwie kwiatostanu). Na początku drugiego dnia pochwa otwiera się w górnej części, osiągając kształt łódki, aby pod koniec dnia odgiąć się całkowicie, odsłaniając w pełni kwiaty męskie, które wytwarzają pyłek. Trzeciego dnia pochwa wraca do pozycji wzniesionej; jej górna część odpada, a dolna się zwija i pozostaje w takim stanie aż do dojrzenia owoców, kiedy to zostaje rozdarta i odpada. Obecność elajosomu na łupinie nasion sugeruje, że są one rozprzestrzeniane przez mrówki.
SiedliskoOba gatunki zasiedlają dobrze przepuszczalne gleby na granicy stref wilgotnych lasów równikowych (Amazonia) i suchych, podrównikowych sawann (Cerrado). S. gracilis preferuje gleby lżejsze i obszary suchsze, występując na otwartych terenach leśnych, zwykle w zacienionych miejscach w pobliżu małych wąwozów, ale również na skałach w pełnym słońcu. S. robusta preferuje gleby cięższe, występując na brzegach leśnych polan.
GenetykaLiczba chromosomów 2n = 28.

## Systematyka
Rodzaj należy do plemienia Caladieae, podrodziny Aroideae z rodziny obrazkowatych.